# Acrotomia viminaria
Acrotomia viminaria är en fjärilsart som beskrevs av Herrich-Schäffer 1856. Acrotomia viminaria ingår i släktet Acrotomia och familjen mätare. Inga underarter finns listade i Catalogue of Life.